# Autovía A-23
L'autovía A-23, chiamata anche Autovía Mudéjar, è un'autostrada gratuita spagnola appartenente alla Rete di Strade dello Stato (Red de Carreteras del Estado) che unirà Sagunto con il confine pirenaico francese attraverso Saragozza, Huesca ed il tunnel Somport. Corrisponde al tratto spagnolo dell'itinerario europeo E7 e, una volta interamente realizzata, misurerà 435 km. Il tracciato dell'autostrada è in gran parte completato ad eccezione di alcuni tratti tra Huesca, Jaca ed il tunnel Somport che attualmente (2018) devono essere percorsi utilizzando la strada nazionale N-330. L'A-23 viene considerata come la 'colonna vertebrale dell'Aragona' in quanto unisce tutti i capoluoghi provinciali della regione. Per chi proviene dal sud della Francia ed è diretto alla costa mediterranea spagnola (o viceversa) rappresenta un'alternativa gratuita all'AP-7 permettendo inoltre di aggirare Barcellona.

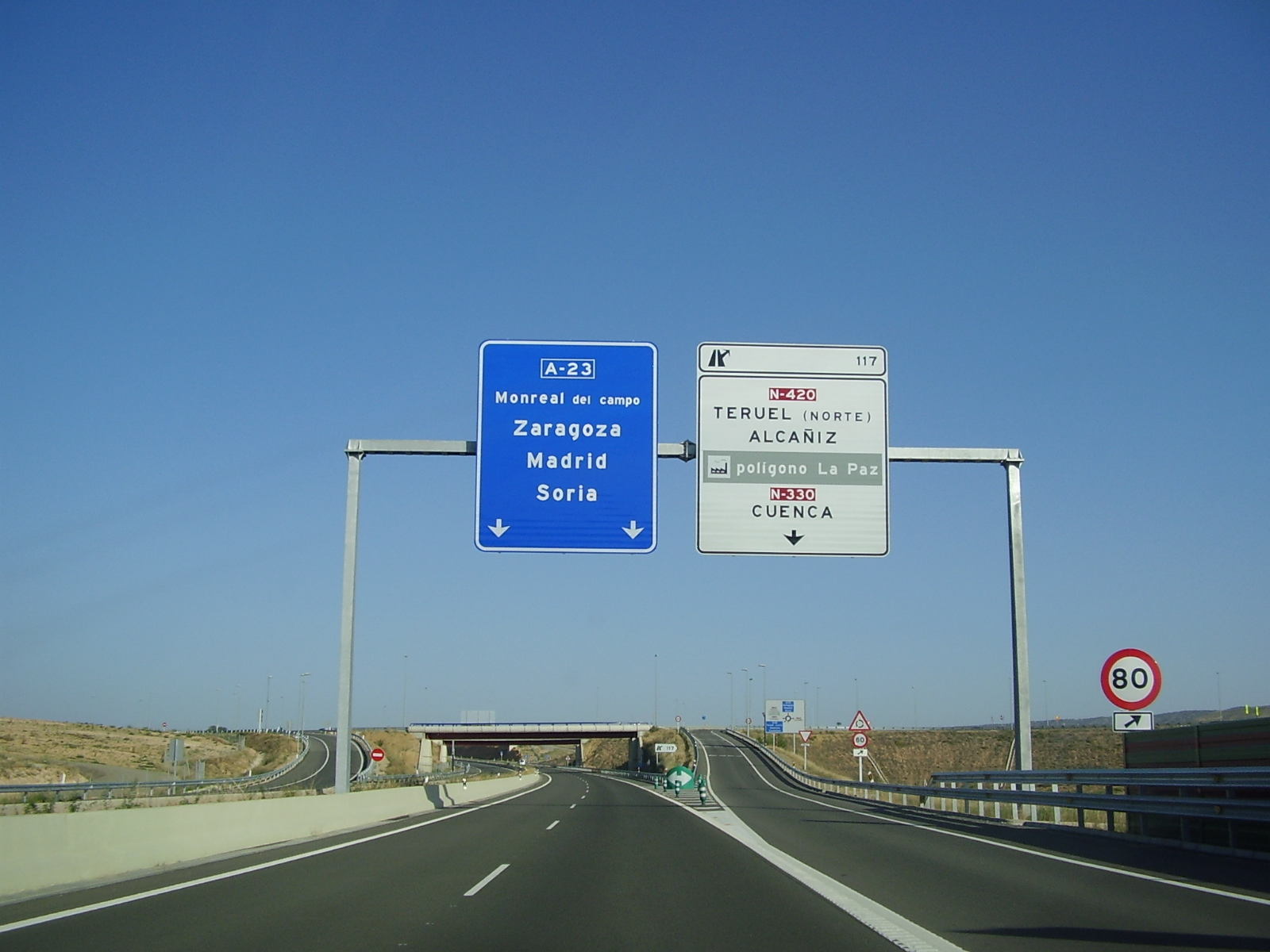
L'A-23 nei pressi di Teruel

## Storia
L'A-23 è un'autostrada che segue il tracciato delle strade nazionali N-234 e N-330. In alcuni tratti l'autostrada consiste nel raddoppio della strada nazionale già esistente; in altri, invece, segue un tracciato nuovo affiancando le strade nazionali già presenti. La costruzione dell'A-23 iniziò nel 1999 mentre l'ultima tratta aperta al traffico è avvenuta nel 2018 a nord della cittadina di Arguis. Ad oggi (2018) dei 435 km dell'autostrada ne risultano aperti al traffico 369, pari a circa l'85% del tracciato.

## Percorso
L'autostrada inizia a Sagunto, pochi km a nord di Valencia. Incrocia subito l'AP-7 e l'A-7 (che a Sagunto condividono lo stesso tracciato) lascia la Comunità Valenciana al km 63 entrando in Aragona per poi passare per Teruel (km 115). A Saragozza (km 276) s'immette nella tangenziale della città (Z-40) permettendo di imboccare la A-2 Autovía del Nordeste Madrid-Barcellona e la AP-68 Autopista Vasco-Aragonesa Bilbao-Saragozza; quindi prosegue per Huesca (km 357) e per Jaca (km 424) diventando poi strada nazionale N-330 ad una corsia per senso di marcia fino al Tunnel Somport / confine francese.